# Cahuilla
Cet article concerne la langue cahuilla. Pour le peuple cahuilla, voir Cahuillas.
Le cahuilla est une langue uto-aztèque de la branche des langues takiques parlée aux États-Unis, dans le sud de la Californie. Selon Ethnologue.com, le nombre de locuteurs en 1994 était inférieur à 20. La langue est quasiment éteinte.